# پاناما (آیووا)
پاناما (به انگلیسی: Panama) شهری در ایالت آیووا کشور ایالات متحده آمریکا است که جمعیت آن در سرشماری سال ۲۰۱۰ میلادی، ۲۲۱ نفر بوده‌است.